# Barraca de Quicolis
Barraca de Quicolis és una obra de Freginals (Montsià) inclosa a l'Inventari del Patrimoni Arquitectònic de Catalunya.

## Descripció
Barraca de pedra en sec de planta redona d'uns 4m de diàmetre interiors, mur d'un metre d'amplada i que pel sistema de falsa volta començà a tancar-se des dels fonaments fins a tancar a 3,5 m, creant una secció parabòlica.
La carada exterior presenta una rastellada i reflexió a 2m, des de terra a sobre a 1m. un altre marge amb rastellada aguanta les pedres del caramell. Disposa de porta i tres armaris a l'interior.

## Història
La barraca està construïda a la pedrera i foren els mateixos picapedrers qui la construïren a l'iniciar la seva tasca. Tanmateix fou abandonada en parar l'extracció de pedra.